# Carlos Alberto Souza dos Santos
Carlos Alberto Souza dos Santos meglio conosciuto come Santos (Vianópolis, 9 dicembre 1960) è un ex calciatore brasiliano.

## Carriera
Dopo aver giocato per alcuni anni nel Goiás, Santos diventò popolare in Brasile durante la sua permanenza al Botafogo. Nel 1992, convinto da Zico, si trasferì ai Kashima Antlers, in Giappone. In Giappone, Santos giocò per molto tempo anche con lo Shimizu S-Pulse e sempre in Giappone chiuse la sua carriera da calciatore nel 2003. Fu per un breve periodo assistente dell'allenatore Kenta Hasegawa e nel 2006 fu l'allenatore delle giovanili del Botafogo.

## Palmarès

### Club

#### Competizioni nazionali
- Campionato Goiano: 3

Goiás: 1981, 1983, 1986
- Campionato Carioca: 1

Botafogo: 1989
- Taça Rio: 1

Botafogo: 1989
- Coppa Yamazaki Nabisco: 1

Shimizu S-Pulse: 1996

### Individuale
- J. League Best Eleven: 1

1993
- Miglior giocatore della Coppa J. League: 1

1996
- Capocannoniere della Coppa J. League: 1

2000: (4 gol, a pari merito con Tomoyuki Hirase e Yoo Sang-chul)